# Заячий Ремиз (район Гатчины)
За́ячий Реми́з — исторический район города Гатчины (Ленинградская область). Расположен в западной части города. Примыкает к району Аэродром, отделён от него рекой Колпанской (Пильчей).

## Название
Слово «ремиз» имеет французские корни и означает место, в котором скрывается дичь. Район использовался для охоты на зайцев.

## История
Заячий Ремиз был создан в XIX веке, использовался для охоты. Упоминался в дневнике императора Николая II. Впоследствии был заброшен, стал заболоченным и трудно проходимым.
Утверждённый в 2008 году генеральный план Гатчины предусматривает развитие Заячего Ремиза в качестве жилого района. Запланировано строительство улиц местного значения, спортивного зала с бассейном, торгового комплекса с гипермаркетом.
В 2016 году земельные участки в Заячем Ремизе были предоставлены многодетным семьям для индивидуального жилищного строительства.

## Улицы
Названия многих улиц района связаны с тематикой царской охоты.
- Улица Голицыных (проектное название — магистраль 10), названа в честь Дмитрия Борисовича Голицына и его супруги Екатерины Владимировны[4]
- Улица Демидова — продолжение улицы Авиатриссы Зверевой за рекой Колпанской (Пильчей)
- Егерская улица — проезд, расположенный внутри кварталов, между улицами Голицыных и Орловской
- Кутеповская улица (проектное название — магистраль 7) — продолжение улицы Новосёлов, названа в честь Николая Ивановича Кутепова[5]
- Ольховая линия
- Орловская улица (проектное название — магистраль 10а)[6], названа в честь Григория Григорьевича Орлова